# Apache OpenJPA
Apache OpenJPA ist eine quelloffene Software-Bibliothek für die Persistenz von Java Objekten in relationalen Datenbanken. OpenJPA implementiert ab Version 4.1 die Jakarta Persistence API 3.1 Spezifikation.
Die Hauptaufgabe von OpenJPA ist die Objektrelationale Abbildung (O-R-Mapping, kurz ORM). Dies ermöglicht es, gewöhnliche Objekte mit Attributen und Methoden (im Java-Bereich POJOs genannt) in relationalen Datenbanken zu speichern und aus entsprechenden Datensätzen wiederum Objekte zu erzeugen. Beziehungen zwischen Objekten werden auf entsprechende Datenbank-Relationen abgebildet.

## Geschichte
Die Java Data Objects (JDO) Implementierung Kodo wurde ursprünglich von SolarMetric 2001 entwickelt. SolarMetric wurde 2005 von BEA Systems gekauft; Kodo wurde von BEA erweitert um sowohl die JDO Spezifikation, als auch die Jakarta Persistence API (JSR 220) Spezifikation zu unterstützen. 2006 spendete BEA einen großen Teil des Kodo Sourcecodes der Apache Software Foundation als OpenJPA.
BEA selbst nutzt OpenJPA als Kern der Persistenz-Engine des BEA Weblogic Anwendungsservers. Weiters wird OpenJPA auch im IBM WebSphere und Apache Geronimo Anwendungsserver verwendet. Mai 2007 wurde OpenJPA ein Top-Level Projekt der Apache Software Foundation und hat auch hinsichtlich der Jakarta Persistence API Implementierung Suns Technology Compatibility Kit bestanden.